# Nyugati gorilla
A nyugati gorilla (Gorilla gorilla) a gorilla egyik faja.

## Elterjedése
A nyugati gorilla Afrika egyenlítőmenti erdeiben él a Kamerun partjaihoz közeli nyugati alföldektől a Közép-afrikai Köztársaságon, Egyenlítői-Guineán, Gabonon, Nigérián, a Kongói Köztársaságon, Angolán és esetleg a  Kongói Demokratikus Köztársaságon át. A trópusi másodlagos erdő, ahol a nyílt lombkorona sok fényt enged az erdő talajára, a legideálisabb élőhelyet biztosítja a faj számára.

## Alfajai
- nyugati síkvidéki gorilla (Gorilla gorilla gorilla) – Kamerunban fordul elő a Kongó-folyótól délre és az Oubangi-folyótól keletre.
- cross-folyói gorilla (Gorilla gorilla diehli) – a nigériai/kameruni határ egy kis részén, a Cross-folyó felső csatornájában találhatjuk meg.

## Megjelenése

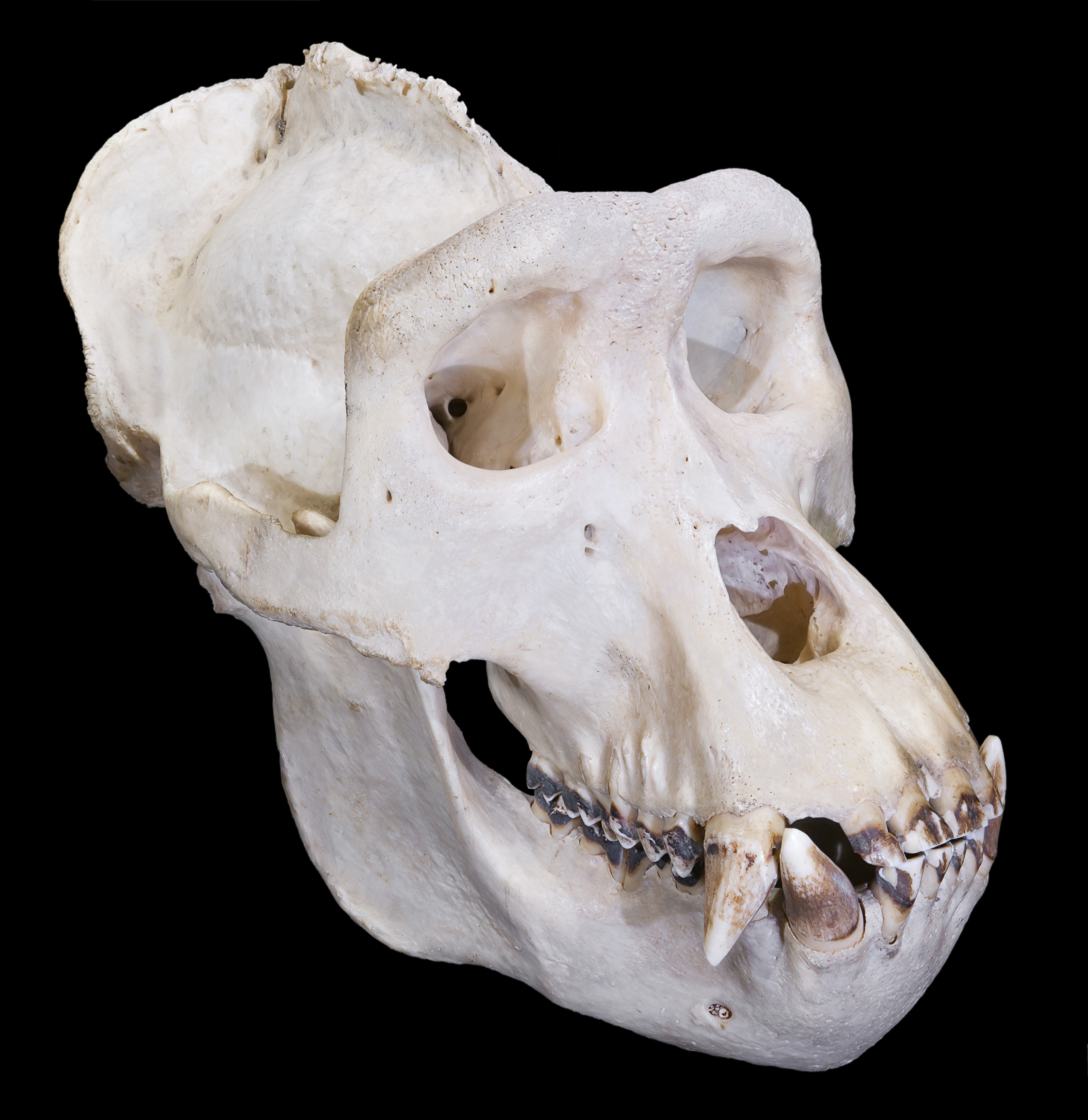
Egy hím gorilla koponyája

Kivételesen nagy-és erős főemlős. Nincs farka és bőre koromfekete. Az arcvonások közé tartozik a rövid pofa, a kiemelkedő szemöldökgerinc, a nagy orrlyukak, valamint a kis szemek-és fülek. Nagy állkapocsizmokkal és széles, erős fogakkal rendelkezik. A durva, sötét szőr az egész testet borítja, kivéve az arcot, a füleket, a kezeket és a lábakat. Általában az idősebb hímek hátán és farán lévő szőrzet őszül, és az életkorral eltűnik. Ez a színezési minta az oka annak, hogy az idősebb hímeket "ezüsthátúnak" hívják. A nyugati gorilla szőrzete valamivel barnább/szürkébb, rövidebb bundájú és általában valamivel kisebb termetű, mint a hegyi gorilla (Gorilla beringei).
A hím általában nagyobb, mint a nőstény, fogságban akár 275 kg-ot is elérhet. A vadon élő hím gorilla átlagos súlya 180 kg, a nőstény gyakran csaknem feleakkora. A hím teste zömök, általában 1,75 méter magas, hajlított térddel. A nőstények átlagosan mindössze 1,25 méter magasak. Ez a markáns nemi kétalakúság kritikus jelentőségű a csoportszerkezetben és a párzásban. A nagytestű hímek, nagy testmérettel, szemfogakkal és állkapocs izomzattal, megnövekedett fizikai és szociális erővel rendelkeznek a csoporton belül.
A kezek arányosan nagyok, minden ujjon körmök találhatóak, a hüvelykujj nagyon nagy. A nyugati gorilla gyakran felegyenesedve áll, de jellemzően görnyedten, négylábon sétál, keze összegömbölyödött, valamint csuklók érintik a talajt. A négylábú gyalogláshoz hosszú karokra van szükség, és a karfesztávolsága nagyobb, mint az állómagassága.

## Életmódja
Általában békés, félénk vagy barátságos állat, hacsak nem fenyegetik őket. A hím, amikor egyenesen áll, és ököllel verik a mellkasát, hogy megfélemlítsék a vélt vagy valós támadót, valamint megmutassa az erejét. Hangosan morog, és nagyon veszélyessé válhat, ha provokálják vagy megtámadják. A gorilla agressziót mutatnak azzal is, hogy megtámadja az észlelt betolakodót. Ennek ellenére is ritkán találják el a betolakodót. Ehelyett elrohan mellette, és újra megfigyelés alatt tartja.
5-15 egyedből álló csoportokba verődik össze. Egy tipikus csoport egy domináns hímből, több felnőtt nőstényből és a fiatalokból áll. Egyes esetekben egy kisebb csapat vagy egy kevésbé domináns hím társul majd ennek a magcsoportnak a perifériájára. A domináns hím, akit néha ezüsthátúnak is neveznek az időskori őszülő szőrzet miatt a hátán, addig marad domináns, amíg egy másik hím ki nem mozdítja pozíciójából. A száműzött ezüsthátúak jellemzően magányos életet élnek.
A harc fontos szerepet játszik a csoporthierarchiában. Gyakori, hogy egy újonnan érkezett domináns hím, miután kiszorította a korábbi domináns hímet, hajlamos megölni a csoport csecsemőit, így minden szoptató nőstény idő előtt fogamzóképessé válik. Ezzel a hím növeli esélyét utódnemzésre, mivel domináns hímként való hátralévő ideje ismeretlen. A potenciálisan csecsemőgyilkos hímek elleni védekezés érdekében a hím képessége a harcra és utódainak túlélésére vitathatatlanul a legfontosabb a fogamzóképes nőstények számára.
A hím gorillákról köztudott, hogy riasztásként dudáló hangot hallatnak a csoport minden tagja felé, akik erre azonnal éberré válnak. A csoportok hónapokig, általában évekig vándorolnak együtt, de a szálláshelyek környékén található táplálék bősége és impozáns mérete miatt jellemzően kevés időt és energiát fordítanak vándorlásra. Ezen okok miatt nincs territorialitás, és gyakran a szomszédos csoportok mozgáskörzete átfedi egymást.
Nappali és éjszakai fészket építenek ágakból és levelekből, hogy a földön vagy a fákon pihenjenek. Könnyűsúlyú egyedek láthatóak a karjuknál fogva fáról fára hintázva.
A gorilláknál nem olyan gyakori a kölcsönös kurkászás, mint más főemlősök esetében.
Vadon növényevő, főként lédús szárú növényeken él. Leveleket, bogyókat, páfrányokat és rostos kérget is fogyasztanak. Általában reggel és délután táplálkozik. A nyugati gorilla akár 15 méter magas fákra is felmászhat élelmet keresve. A gorillák soha nem tarolja le teljesen a növényzetet egyetlen területről se. Az általa elfogyasztott növényzet gyors újranövekedése lehetővé teszi, hogy a csoport hosszabb ideig egy észszerűen korlátozott otthoni tartományon belül maradjon.
Impozáns mérete miatt valószínűleg nem gyakran esik ragadozók áldozatává. A fiatal állatok ragadozómadarak vagy nagyobb ragadozóemlősök áldozatául eshetnek. Ezenkívül a még el nem választott gorillakölykök ki vannak téve a fajtárshímek csecsemőgyilkosságának.

## Szaporodása
A nyugati gorilla szaporodási rendszere alapján poligín, avagy a csoporton belül jellemzően csak egy hím (a domináns "ezüsthátú") párosodik az adott csoport nőstényeivel. A nőstények előnyben részesítik a domináns hímet, kimagasló harci képességei, valamint a nőstényeket és utódaikat jobban megvédő képessége miatt.
Az emberhez hasonlóan a gorillának sincs meghatározott szaporodási időszaka, a nőstény pedig 28 naponta menstruál. 9 hónapos vemhesség után egyetlen, körülbelül 2 kg súlyú kölyök születik. Fiatal gorillák 3-4 évig dajkálnak. A nőstények körülbelül 4 évente szülnek, körülbelül 10 éves koruktól kezdve. A magas halálozási arány azonban azt jelenti, hogy 6-8 évente csak egyszer születnek túlélő utódok. A hímek a szaporodásért folytatott fizikai versengés miatt csak ritkán szaporodnak 15 éves koruk előtt.
A kölykök 3-4 évig szoptatják. Több utód esetén az anya, akinek a kölyköket hordoznia kell, nehezen tudja ellátni kettőt, és ezért gyakran hagyja, hogy az egyik elpusztuljon. A fiatal gorilla hozzávetőleg kétszer gyorsabban nő, mint az emberi csecsemő, és 3 hónapos korukra már képes felkúszni és csüngeni anyján. 3-4 éves koráig az anyaállattól függ.
A nőstények biztosítják a fiatalok számára a közlekedése, az élelmet és a szocializációt. A csoporton belül védik az utódokat. A hím jellemzően nem sokat érintkezik a fiatalokkal, bár megóvja Őket azáltal, hogy megvédi a családi csoportot a potenciálisan csecsemőgyilkos hímekkel szemben, akik esetleg át akarják venni a csoport vezetését.
A vadon élő állat 35-40 évig él, de néhány fogságban élő egyed akár 50 évig is élhet.

## Veszélyeztetettség
A Természetvédelmi Világszövetség listáján a súlyosan veszélyeztetett fajok közé sorolják a nyugati gorillát, ami a globálisan kihalt státusz melletti legsúlyosabb kategória. Az Ebola-vírus olyan mértékben kimerítheti a nyugati gorillapopulációkat, hogy regenerálódásuk lehetetlenné válhat, és a vírus 33%-kal csökkentette a védett területek populációit 1992 és 2007 között, ami 45%-os csökkenésnek felel meg csaknem 20 év alatt. Az orvvadászat, a kereskedelmi célú fakitermelés és a polgárháborúk az állatfaj élőhelyét alkotó országokban szintén fenyegetést jelentenek. Ezen felül a szaporodási ráta is nagyon alacsony, a maximális belső növekedési ráta körülbelül 3%, a vadászatból és a betegségek által kiváltott halálozásokból eredő nagymértékű csökkenés pedig a populáció több mint 60%-os csökkenését okozta az elmúlt 20-25 évben. Az optimista becslések szerint a populáció helyreállásához csaknem 75 évre lenne szükség. A következő harminc évben azonban a mezőgazdaságból, a fakitermelésből, a bányászatból és az éghajlatváltozásból eredő élőhelyek elvesztése és degradációja egyre nagyobb veszélyt jelent majd. Így a populáció több mint 80%-os csökkenése három nemzedék alatt valószínűnek tűnik. Az 1980-as években az egyenlítői Afrika országainak gorillaszámlálása szerint az állomány 100 000 egyed volt. A kutatók 2008-ban módosították ezt a számot, miután az évekig tartó orvvadászat és erdőirtás körülbelül 50 000 állatra csökkentette a populációt.
A Wildlife Conservation Society által 2006-2007 között végzett felmérések szerint körülbelül 125 000 korábban be nem jelentett gorilla élt a Tele-tó közösségi rezervátumának mocsaras erdeiben és a Kongói Köztársaság szomszédos Marantaceae erdeiben. Ez a felfedezés több mint kétszeresére növelte a faj ismert populációját, bár a felfedezés a gorillák védettségi állapota kapcsán jelenleg nem ismert. Az új felfedezéssel a nyugati síkvidéki gorilla jelenlegi állománya körülbelül 150 000-200 000 lehet. Azonban továbbra is sebezhető az ebolával, az erdőirtással és az orvvadászattal szemben.
A becslések szerint a cross-folyói gorilla vadon élő egyedszáma 250-300 példány, melyek körülbelül 9-11 helyre vannak koncentrálódva. A korszerű genetikai kutatások és a helyszíni felmérések arra utalnak, hogy egyes gorillák időnként vándorolnak több hely között. A nyugati síkvidéki gorilla legközelebbi populációja mintegy 250 km-re található. Mind az élőhely elvesztése, mind a bozóthúsra való intenzív vadászat hozzájárult ennek az alfajnak a hanyatlásához. 2007-ben közzétették a cross-folyói gorilla védelmi tervét, amely felvázolta az alfaj megőrzéséhez szükséges legfontosabb intézkedéseket. Kamerun kormánya létrehozta a Takamanda Nemzeti Parkot a nigériai határon, hogy megvédje ezen alfajt. A park jelenleg egy fontos, határokon átnyúló védett terület részét képezi a nigériai Cross-folyó Nemzeti Parkkal, és a becslések szerint 115 gorillát – a cross-folyói gorilla populációjának egyharmadát – védi más ritka fajokkal együtt. A remény az, hogy ezek a gorillák képesek lesznek átjutni a kameruni Takamanda rezervátum között a határon át a nigériai Cross-folyó Nemzeti Parkba.

## Fordítás
- Ez a szócikk részben vagy egészben  a   Western Gorilla című angol Wikipédia-szócikk fordításán alapul.  Az eredeti cikk szerkesztőit annak laptörténete sorolja fel. Ez a jelzés csupán a megfogalmazás eredetét és a szerzői jogokat jelzi, nem szolgál a cikkben szereplő információk forrásmegjelöléseként.